# 邊際使用價值
邊際使用價值（Marginal Use Value，縮寫 MUV），指人們為了獲取「多一個單位」的物品，而願意放棄其他物品的最高單位的「數量」。

## 解釋
{\displaystyle MUV={\frac {\Delta TUV}{\Delta Q}}}
- ({\displaystyle \Delta \,}代表變動量)

## 由來
馬夏爾Alfred Marshall (1842-1924)著重邊際分析法。由其是供需(S/D)分析，奠定個體經濟學分析基礎。

## 資料
- [clwilsonwong.mysinablog.com/index.php?op=ViewArticle&articleId=1698108]